# Caribbean Blue
Caribbean Blue (englisch für: „Karibisches Blau“) ist ein Lied der irischen Sängerin Enya aus dem Jahr 1991. Das Stück ist die erste Singleauskopplung ihres dritten Studioalbums Shepherd Moons.

## Hintergrund
Caribbean Blue wurde von der Interpretin selbst, gemeinsam mit Roma Ryan geschrieben. Für die Produktion zeichnete Nicky Ryan verantwortlich.
Die Erstveröffentlichung von Caribbean Blue erfolgte als Single am 7. Oktober 1991 durch WEA Records. Diese erschien gleichzeitig als 7″-Single mit der B-Seite Orinoco Flow sowie als CD-Maxi-Single, die um den dritten Titel Angels erweitert wurde. Im Jahr 2018 war es Teil des Soundtracks zu Deadpool 2.

## Musikvideo
Bei dem zu Caribbean Blue gedrehten Musikvideo führte Michael Geoghegan Regie. In dem Video blättert ein Junge mit braunem Haar ein großes Buch in einer Bibliothek durch. Auf der Buchseite ist links der Liedtext von Caribbean Blue zu erkennen, rechts ist Enya in der Nacht bei Mondlichtschatten am Karibischen Meer zu sehen. Dann klappt der Junge das Buch zu und klettert eine Leiter in der Bibliothek hinauf, wo er ein großes Bild erblickt, das einen Mann mit einem Kescher dargestellt. Als er es vertieft anschaut, erwacht das Bild zum Leben und er bewegt sich im Rahmen dieser Bildgeschichte. Der Mann fängt Libellen mit seinem Kescher und schaukelt in einer Märchenwelt eine junge Frau. Später kommt der Junge an einem Himmelsschloss mit dem Namen „Chocolate“ vorbei. Zum Schluss ist er bei Enya am Karibischen Meer, die ihm ein Buch gibt, auf dem er selbst abgebildet ist. Im Jahr 2010 auf Enyas offiziellem YouTube-Kanal veröffentlicht, zählte es bis Juli 2023 über 65 Millionen Aufrufe.

## Kommerzieller Erfolg

### Chartplatzierungen
| ChartsChartplatzierungen       | Höchstplatzierung | Wochen |
| ------------------------------ | ----------------- | ------ |
| Deutschland (GfK)              | 50 (7 Wo.)        | 7      |
| Irland (IRMA)                  | 8 (6 Wo.)         | 6      |
| Schweiz (IFPI)                 | 2 (32 Wo.)        | 32     |
| Vereinigte Staaten (Billboard) | 79 (8 Wo.)        | 8      |
| Vereinigtes Königreich (OCC)   | 7 (13 Wo.)        | 13     |

### Auszeichnungen für Musikverkäufe
| Land/Region                  | Auszeichnungen für Musikverkäufe (Land/Region, Auszeichnung, Verkäufe) | Verkäufe |
| ---------------------------- | ---------------------------------------------------------------------- | -------- |
| Italien (FIMI)               | Gold                                                                   | 50.000   |
| Spanien (Promusicae)         | Gold                                                                   | 30.000   |
| Vereinigtes Königreich (BPI) | Silber                                                                 | 200.000  |
| Insgesamt                    | 1× Silber · 2× Gold ·                                                  | 280.000  |

Hauptartikel: Enya/Auszeichnungen für Musikverkäufe